# Citroën AX
O Citroën AX é um automóvel subcompacto urbano construído pela marca francesa Citroën.
Aquando a realização dos estudos para a produção do AX, vivia-se uma grave crise de petróleo e o resultado reflecte-se no seu peso e na economia de combustível que este modelo apresenta.
Tem uma porta traseira peculiar, já que esta é de fibra de plástico. O vidro é a principal peça da porta do porta-malas. 
Inicialmente apenas conta com versões de 3 portas e com 3 motorizações a gasolina.
Em 1987 apareceu a versão desportiva AX Sport, com motor de 1,4 litros e 95 CV de potência. Posteriormente surgem também as versões de 5 portas, diesel e até 4x4. Em 1991 apareceu a versão desportiva AX GTI, com injeção eletrônica, 101 CV de potência no motor de 1,4 litros e freios antitravamento (ABS).
Nas portas da frente tem dois porta garrafas de 1,5 litros.
O sistema de travagem é composto de discos a frente e tambores atrás.
Em 1992 sofre uma remodelação significativa que se mantém até o final de sua fabricação em 1998. Entre 1986 e 1998 foram produzidas 2,56 milhões de unidades do Citroën AX.